# Paulding, Ohio
Paulding är administrativ huvudort i Paulding County i delstaten Ohio. Orten har fått sitt namn efter militären John Paulding. Enligt 2010 års folkräkning hade Paulding 3 605 invånare.